# Consecratie
De consecratie vormt het moment in de viering der eucharistie waarop het (gedesemd of ongedesemd) brood en de wijn veranderen in het Lichaam en Bloed van Christus (dit wordt transsubstantiatie genoemd).
Tijdens de consecratie spreekt de priester, na de epiclese, dezelfde woorden die Jezus-Christus zelf ook uitsprak over brood en wijn in het Cenakel na het Laatste Avondmaal.
De priester buigt zich over de hostie en zegt:
"Hoc est enim Corpus Meum."
("Want Dit is Mijn Lichaam.")
Vervolgens heft hij de hostie op ter aanbidding. Daarna buigt hij zich op dezelfde wijze over de miskelk met wijn en zegt:
"Hic est enim Calix Sanguinis Mei novi et aeterni Testamenti (mysterium Fidei) qui pro vobis et pro multis effundetur in remissionem peccatorum."
("Want Dit is de Kelk van Mijn Bloed, van het Nieuwe- en Altijddurende Verbond, (Mysterie van het Geloof) dat voor u en velen wordt vergoten tot vergeving van de zonden.")
In de verschillen liturgieën van de katholieke en oosters-orthodoxe kerken bestaan soms enige kleine verschillen tussen deze zogenaamde Consecratiewoorden of instellingswoorden.
De priester die het Misoffer voltrekt, toont na de consecratie achtereenvolgens de Hostie en de Kelk aan de gelovigen en maakt vervolgens een kniebuiging.
Tijdens de consecratie dienen de gelovigen te knielen, of, wanneer dit niet mogelijk is, te staan, als uitdrukking van eerbied en aanbidding.
Bij een concelebratie (in een mis volgens de Novus Ordo Missae) spreekt de hoofdcelebrant de consecratiewoorden hoorbaar uit, terwijl de concelebranten dat doen op gedempte toon terwijl ze met de rechterhand wijzen naar de hostie en de kelk.

## Wijding
Ook de wijding van een kerk of van een bisschop wordt consecratie genoemd in de Nederlandse taal. De bisschopswijding wordt met consecratie beschreven, maar de wijding tot priester niet. Een bisschopswijding wordt verricht door drie bisschoppen: één consecrator en twee co-, of mede-consecratoren.

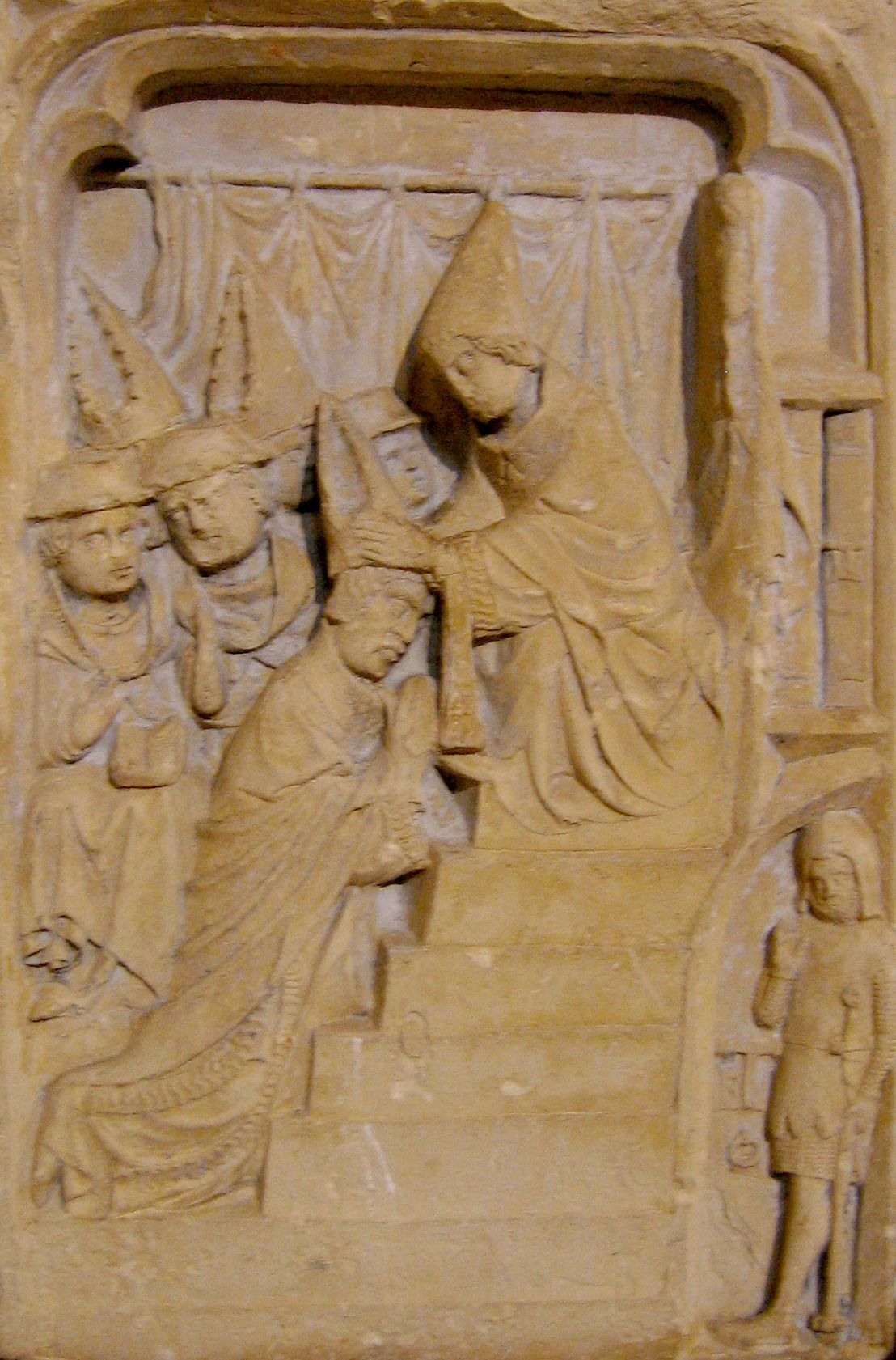
Bisschopsconsecratie, steen uit de 14e eeuw uit de Abdij van Saint-Sernin.